# 로저 범패스
로저 범패스(영어: Rodger Bumpass, 1951년 11월 20일 ~ )는 미국의 성우이자 배우이다. 네모바지 스폰지밥의 징징이 역으로 유명하다. 